# Vela 1B
Vela 1B – amerykański satelita rozpoznawczy do wykrywania wybuchów i prób jądrowych na ziemi i w przestrzeni kosmicznej; drugi z pierwszej pary satelitów serii Vela; wyniesiony razem z satelitami Vela 1A (oba znajdowały się na tej samej orbicie, ale rozmieszczone 180° od siebie) i ERS 12.
Drugorzędnym zadaniem statku były badania przestrzeni kosmicznej za pomocą:
- detektora promieni rentgena i cząstek naładowanych
- detektora promieni gamma i cząstek naładowanych
- detektora neutronów

Statek mógł pracować w trybie czasu rzeczywistego (jedna ramka danych na sekundę) lub w trybie zapisu danych (jedna ramka co 256 sekund). Przez pierwsze 40% czasu trwania misji używany był pierwszy tryb. Drugiego używano aż do czasu wystrzelenia następnej pary satelitów Vela.
Statek pozostaje na orbicie okołoziemskiej.